# Лига здоровья нации
Лига здоровья нации — общероссийская общественная организация, основанная в 2003 году. Лига ежегодно издаёт атлас «Здоровье России», пропагандирует здоровый образ жизни, осуществляет национальные и международные проекты, участвует в принятии государственных программ по защите здоровья. Является одной из аккредитованных организаций, распределяющих российские государственные гранты среди социальных НКО. Президент Лиги — академик Лео Бокерия.

## Структура
По данным с сайта Лиги здоровья нации, учредительное собрание организации было проведено 26 июня 2003 года в Кремлёвском дворце съездов, где были приняты Программное заявление, Устав и Программа Лиги, руководящими органами организации были определены Президиум, Совет, Съезд, осуществляющий высшее руководство. В структуру входят региональные отделения, филиалы и представительства. По данным РБК от января 2015 года, Лига имела представительство в 64 регионах России.
Президентом общества является генеральный директор научного центра сердечно-сосудистой хирургии имени Бакулева, академик РАН и РАМН Лео Бокерия. В состав президиума входили Иосиф Кобзон, Николай Герасименко, Ирина Роднина, Евгений Велихов и другие представители общества.

## Описание деятельности
Общественная организация «Лига здоровья нации» (наряду с такими проектами как национальная программа «Здоровье», всероссийский форум «Здоровье нации — основа процветания России») была создана вследствие озабоченности общества и государства здоровьем нации.
«Лига здоровья нации» объединяет специалистов из различных областей, отвечающих за здоровье населения, в том числе здравоохранения, науки, спорта и других. Организация следит за показателями здоровья населения и системы здравоохранения и на основе полученных данных ежегодно издаёт атлас «Здоровье России», составляется стратегия действий Лиги. В 2015 году атлас (главный научный редактор — Бокерия Л. А.) был награждён Национальной премией «Лучшие книги и издательства — 2014» в категории «Здравоохранение».
Лига осуществляет национальные проекты («Безалкогольная Россия», «Россия без табака» и другие), международные (акции «Прикоснись к сердцу ребёнка», «Волна здоровья»), выступает с различными инициативами, в частности — антиалкогольными. Программа «Здоровая Россия», являющаяся частью национального проекта «Здоровье», была создана под влиянием Лиги. По словам президента общества Л. Бокерия, Лига «пропагандирует здоровый образ жизни, участвует в принятии госпрограмм по охране здоровья граждан, оказывает поддержку нуждающимся в медпомощи людям».
«Лига здоровья нации» является одним из семи аккредитованных грантооператоров, распределяющих государственные гранты. В апреле 2015 года общество получило для распределения на гранты 520 миллионов рублей в категориях «формирование здорового образа жизни» и «охрана окружающей среды».
«Лига здоровья нации» активно сотрудничает с Общероссийской общественной организацией «Ассоциация юристов России» и другими юридическими сообществами. Так на основании конкурса, проведённого организацией «Лига здоровья нации» и в соответствии с распоряжением Президента Российской Федерации от 05.04.2016 № 68-рп, средства государственной поддержки, выделенные в качестве гранта использовались при реализации проекта «Центр медико-правовой поддержки медицинских работников».